# Smíšený sbor Jitro
Smíšený sbor Jitro působí v Hradci Králové od roku 1997. Věnuje se hudbě z dob středověkých kancionálů po novodobou tvorbu českých i zahraničních skladatelů. Po většinu roku koncertuje převážně v České republice, při cestách do zahraničí míří převážně, nikoliv však výhradně, do evropských zemí. Účastní se řady hudebních festivalů (Pražské jaro, Smetanova Litomyšl, Letohrad, Šumava - Bayerischer Wald, festivalu v čínském Ťi-nanu a dalších), má zkušenosti s natáčením filmové a divadelní hudby, přispěl k uvedení dvou hudebních světových premiér. Během svého působení neopomíjí ani charitativní činnost. Sbor zkouší dvě a čtvrt hodiny týdně, zpěváci pravidelně prochází individuální hlasovou průpravou. Sbor je členem Unie českých pěveckých sborů. V první polovině roku 2019 tvoří jeho základnu 40 členů, 28 ženských a 12 mužských hlasů.

## Historie
Smíšený sbor Jitro z Hradce Králové byl založen v roce 1997. Jeho zakladateli jsou prof. PhDr. Jiří Skopal, CSc., a jeho syn Mgr. Jiří Skopal, Ph.D. Původně ženský sbor sestával z absolventek Královéhradeckého dětského sboru Jitro, které chtěly pokračovat ve sborové práci i po ukončení členství v dětském sboru. O rok později přibyla i mužská složka, jejímž základem se stali bývalí členové Chlapeckého pěveckého sboru Boni Pueri, rovněž založeného prof. Skopalem v Hradci Králové. Sestavení sboru ze zpěváků, kteří již měli bohaté zkušenosti a potřebné technické dovednosti (oba dětské sbory přivedl prof. Skopal na špičkovou úroveň, dětský sbor Jitro začal být brzo řazen mezi světovou špičku), dovolilo sboru od počátku pracovat na významných projektech. Prof. Skopal velmi záhy svěřil vedení sboru svému synovi.
Jako hlavní sbormistr absolvoval Jiří Skopal ml. se Smíšeným sborem Jitro mnoho koncertů v České republice a v evropských státech (Itálie, Francie, Německo, Švýcarsko a dalších), podílel se na natáčení hudby k filmu Kytice (hudba Jan Jirásek, režie Juraj Jakubisko), muzikálu Pinokio, představení Poutník v Labyrintu ve spolupráci s královéhradeckým divadlem (na Mezinárodním festivalu Divadla evropských regionů). V roce 2003 sbor uskutečnil s Komorní filharmonií Pardubice světovou premiéru nové redakce díla Missa Solemnis C dur Wolfganga Amadea Mozarta na mezinárodním hudebním festivalu Pražské jaro. Sbor spolupracoval se soubory KOS (Litomyšl) a Gybon (Hradec Králové) na projektu rockového oratoria Eversmiling liberty (2008–10) a Celebration Jazz Mass Karla Růžičky, kterou předvedl i na Mezinárodním hudebním festivalu Letohrad 2012. S koncem roku 2012 skončil u sboru i zakládající sbormistr a svěřil zbylých 15 členů do rukou svého nástupce.
Současný (2019) dirigent Mgr. et Bc. Jan Fajfr začal postupně budovat nový kmenový repertoár sboru z oblasti světské i církevní. První koncert se uskutečnil už v květnu 2013 a byl zaměřen na renesanční duchovní hudbu. Následovala série koncertů Stabat Mater od Antonína Dvořáka. Pilířem nového vánočního CD vydaného v roce 2014 se stala Missa Pastoralis od současného skladatele Jiřího Laburdy v úpravě pro sóla, sbor a varhany. Sám autor byl jejím provedením natolik potěšen, že dokomponoval orchestrální part a v novém zpracování byla Missa Pastoralis ve světové premiéře uvedena v katedrále Sv. Ducha v Hradci Králové a v Sukově síni v Pardubicích v roce 2015, ve spolupráci se sborem a orchestrem při Konzervatoři Pardubice. Smíšený sbor Jitro se začal pravidelně účastnit Evropského festivalu duchovní hudby Šumava - Bayerischer Wald. Mezi větší projekty sboru se zařadilo podzimní turné v roce 2017 s projektem Koncerty francouzské hudby v katedrálách, s varhanním doprovodem, následující rok potom vystoupení na Mezinárodním hudebním festivalu Smetanova Litomyšl a koncertní cesta do Číny, kde byl sbor hlavním hostem Mezinárodního hudebního festivalu Jinan 2018. Členská základna se postupně rozrostla na 40 členů.

## Diskografie
- Česká vánoční hudba 20. století (CD, Smíšený sbor Jitro, 2014)[14]
- W. A. Mozart: Missa solemnis in C major (audio soubor, Naxos Digital Services, 2010)[15]
- Rockové oratorium Evermiling Liberty (CD, VOŠP a SPgŠ Litomyšl, 2009)[16]
- W. A. Mozart: Mass in C major (CD, Classico, Dánsko, 2001)[17][18]
- Alleluia (CD, Amabile, 2001)[19]
- Kytice (CD, Sony Music/Bonton, 2000)[7]
- Pinokio (CD, BMG/Ariola, 2000)[8]